# Los Aristogatos
Los Aristogatos (título original en inglés: The Aristocats) es una película de animación tradicional del año 1970, dirigida por Wolfgang Reitherman y producida por Walt Disney Productions. Es la vigésima película del canon animado de Disney.
La película destaca por ser el último largometraje animado aprobado personalmente por Walt Disney antes de su fallecimiento en 1966. También es el último largometraje animado del estudio que fue producido durante la dirección empresarial de Roy O. Disney antes de su fallecimiento en 1971. Debido a esto, los historiadores suelen considerar a Los Aristogatos como el último largometraje animado original del Disney clásico. Esta película también destaca por su influencia musical del jazz con el arte psicodélico, siendo ambos representados en el ambiente francés de la Belle Époque.

## Argumento
La historia da inicio en París, Francia, 1910. En la mansión de Madame Adelaide Bonfamille, una aristócrata y cantante de ópera, vive una gata llamada Duquesa junto con sus tres gatitos: Marie, Berlioz y Toulouse. El mayordomo inglés, Edgar Balthazar, tras escuchar que Adelaide testará a favor de los gatos, planea deshacerse de ellos para heredar la fortuna de Madame Adelaide, pero sin considerar que será él quien deberá usar el dinero para cuidar de ellos.
Edgar seda a los gatos con pastillas y los abandona en el campo, pero es atacado por dos perros, Napoleón, un sabueso y Lafayette, un basset hound. Mientras tanto, los gatos se encuentran solos y asustados. Duquesa conoce a un gato callejero llamado Thomas O'Malley, quien se ofrece a guiarlos de regreso a París; mientras tanto, Edgar intenta recuperar su sombrero, su sidecar, la sombrilla y la canasta donde dejó los gatitos, perdidos durante la pelea con Napoleón y Lafayette, éstos lo descubren y tras una hilarante búsqueda, logra recuperar todo y evadir a los perros.
Después de algunos contratiempos, como hacer autoestop en un camión de leche y salvar a Marie de caer al río, los gatos se unen a Thomas y a dos gansos británicos llamados Amelia y Abigail Gabble. Juntos, viajan por los tejados de la ciudad y conocen a Scat Cat y su banda, quienes interpretan Todo el mundo quiere ser un gato jazz. Duquesa y Thomas pasan la noche hablando en una azotea, mientras los gatitos escuchan desde un alféizar.
Duquesa decide regresar a casa, ya que Madame Adelaide la ama y se siente triste sin ellos. Thomas comprende su decisión y promete llevarlos de vuelta. Los gatos regresan a la mansión, pero Edgar los captura y los esconde. Roquefort, un ratón amigo, busca ayuda y O'Malley regresa a salvarlos, Scat Cat y su banda, alertados por el ratón también sale a ayudar. En la lucha, los gatos son liberados y Edgar es enviado a Tombuctú, en el África Occidental Francesa.
Madame Adelaide reescribe su testamento, excluyendo a Edgar y adoptando a Thomas, y funda una organización de caridad para los gatos callejeros. La inauguración cuenta con la actuación de Scat Cat y su banda, y todos los animales de la película se unen en la celebración.

## Estreno
Su estreno oficial en Estados Unidos fue el 24 de diciembre de 1970, y fue el segundo largometraje animado de Disney después del fallecimiento de su fundador Walt Disney (el primero fue El libro de la selva en 1967).

## Reparto de voces

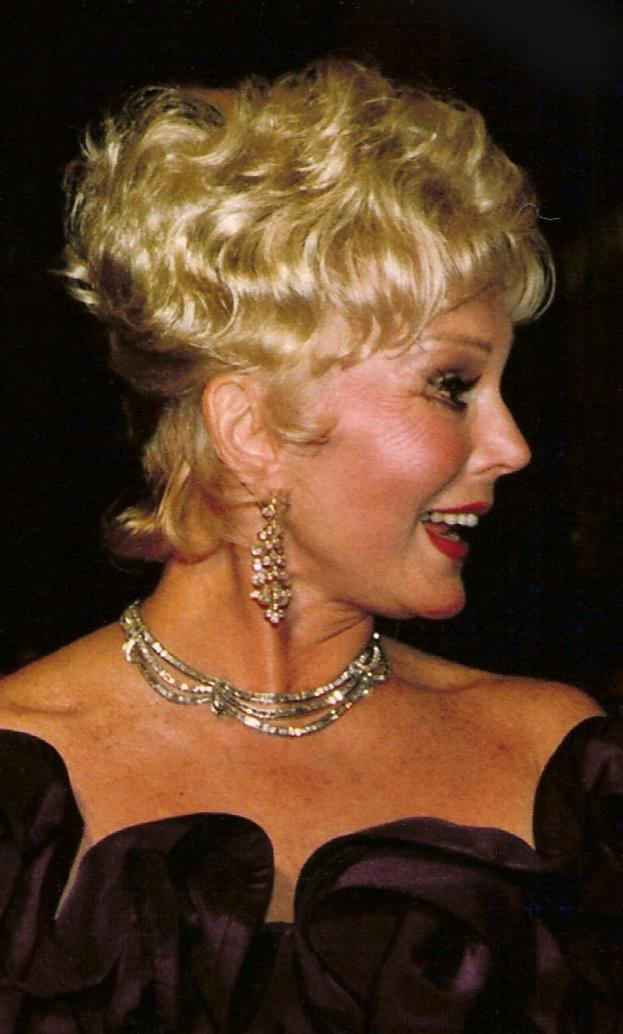
La actriz Eva Gabor prestó su voz al personaje de Duquesa en la versión original.

- Eva Gabor - Duquesa (doblada por Teresita Escobar)
- Robie Lester - Duquesa (canciones) (cantada por Teresita Escobar)
- Phil Harris - Thomas O' Malley (doblado por Tin Tan)
- Roddy Maude-Roxby - Edgar Balthazar (doblado por Luis Manuel Pelayo)
- Sterling Holloway - Roquefort (doblado por José Manuel Rosano)
- Charles Lane - Georges Hautecourt (doblado por Juan Domingo Méndez)
- Pat Buttram - Napoleón (doblado por Florencio Castelló)
- George Lindsey - Lafayette (doblado por Francisco Colmenero)
- Monica Evans - Amelia (doblada por Maruja Sen)
- Carole Shelley - Abigail (doblada por Edith Byrd)
- Liz English - Marie (doblada por Rocío Brambila)
- Dean Clark - Berlioz (doblado por Armindita Hernández)
- Gary Dubin - Toulouse (doblado por Pili González)
- Hermione Baddeley - Madame Adelaide Bonfamille (doblada por Rosario Muñoz Ledo)
- Bill Thompson - Tío Waldo (doblado por Juan Domingo Méndez)
- Nancy Kulp - Frou-Frou (doblada por María Santander)
- Ruth Buzzi - Frou-Frou (Canciones) (cantada por María Santander)
- Scatman Crothers - Scat Cat (doblado por Flavio)
- Paul Winchell - Shun Gon (doblado por Arturo Mercado)
- Lord Tim Hudson - Hit Cat (doblado por Francisco Colmenero)
- Vito Scotti - Peppo (doblado por Agustín López Zavala)
- Thurl Ravenscroft - Billy Boss (doblado por Carlos Petrel y Francisco Colmenero)
- Peter Renaday - Lechero (doblado por Francisco Colmenero) /Cocinero del "Le Petit Cafe Cook"/Conductor del camión
- Mel Blanc - Rana
- Maurice Chevalier - Solista (cantando por Carlos Petrel)

## Premios
- 1973
  - Golden Screen - Golden Screen
- 1981
  - Golden Screen - Golden Screen with 1 Star

## Secuela desechada
Se planeó una secuela bajo el título de The Aristocats II, planeada para ser estrenada en 2007. En el argumento previsto para esta secuela, Marie, tras seguir a un gatito hacia un crucero, se perdía, y toda su familia iba a rescatarla. Cabe destacar que se encontrarían entre tanto con un ladrón de joyas al que como tarea tenían que llevar ante la justicia. Finalmente, la secuela fue desechada en 2006.